# Nyai Roro Kidul

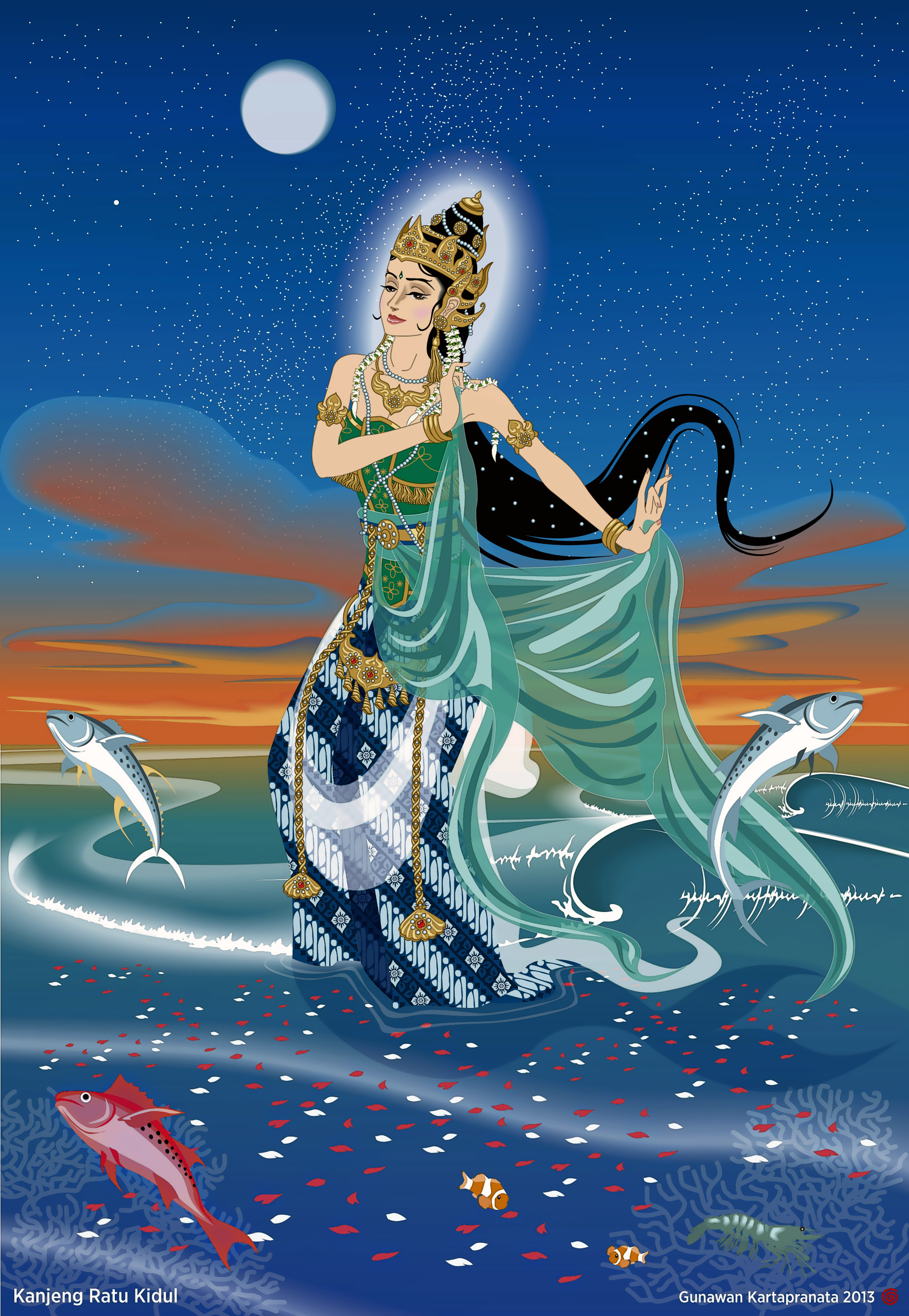
Bild på Nyai Roro Kidul

Nyai Roro Kidul, också kallad Nyi Roro Kidul, var en javanesisk havsgudinna, känd som "drottning av Javas Södra Hav" (Indiska oceanen). Hon skildras i javansiska legender som den mytologiska anmodern till olika dynastier på Java, så som sultanerna av Mataram och Yogyakarta. Ursprungligen tros hon ha varit havets gudinna och drottning i den ursprungliga lokala religionen på Java, innan hinduismen kom till ön under det första århundradet. Hon avbildas vanligen som en sjöjungfru.